# Night Hunter
Night Hunter est un jeu vidéo d'action, développé et édité par Ubi Soft, sorti en 1989. Il s'agit là d'un des premiers jeux vidéo à permettre au joueur de contrôler un personnage mauvais, ici, le Comte Dracula. Une autre originalité du programme venait de la possibilité de se transformer en deux autres personnages, un loup-garou et une chauve-souris.
Librement inspiré du roman de Bram Stoker, Night Hunter consistait à diriger Dracula dans des villages ainsi que dans des châteaux à la recherche de clefs et de parchemins. Sur sa route, le joueur devait prendre garde aux pieux en bois, balles en argent lorsqu'il était sous la forme d'un Loup-garou, eau bénite et d'une manière générale, faire attention à son ennemi juré, le professeur Van Helsing. Pour se remettre de ses blessures, Dracula pouvait attraper des civils pour leur sucer le sang et ainsi continuer l'aventure avant les premières lueurs du jour qui notifiaient au joueur qu'il fallait retourner dans le cercueil jusqu'à la prochaine nuit.
Dans l'équipe de Night Hunter, on pouvait noter la présence de Patrick Daher qui avait déjà officié sur le premier jeu horrifique de l'éditeur, Zombi.

## Scénario
Un vampire est un mort qui ne parvient pas à trouver le repos éternel. Il craint néanmoins la lumière du jour, l'eau bénite et les pieux dans le cœur. La plus célèbre de ces créatures de la nuit est sans aucun doute le comte Dracula qui est revenu du royaume des morts pour mettre la main sur les médaillons sacrés qui permettaient jusqu'à présent de maintenir un équilibre entre le bien et le mal dans le royaume des hommes.
Pour contrecarrer ces plans, le professeur Van Helsing, célèbre chasseur de vampires, se rend sur place avec une poignée d'hommes et prévient la population locale du danger qui les menace.
L'aventure commence dans la crypte de Dracula, après le coucher du soleil, près de son cercueil.

## Système de jeu
Night Hunter est un jeu d'action et d'exploration à la troisième personne. En premier lieu, le joueur contrôle le personnage ennemi, Dracula, et non Van Helsing. La progression se fait au moyen d'un scrolling (sur Amiga uniquement) où il est nécessaire d'échapper aux pièges et aux assauts des civils contre l'avatar. Des clefs sont dissimulées dans les niveaux et permettent d'ouvrir des portes qui renferment soit des pièges, soit des objets qu'il est nécessaire de réunir pour passer au niveau suivant.
La recherche de ces clefs doit s'effectuer rapidement puisque chaque niveau débute en pleine nuit et qu'aux premiers rayons du soleil, il faut retourner à la crypte. Une jauge d'énergie indique la santé du personnage qui peut décroître à mesure que le temps passe ou qu'il reçoit des coups. Pour remonter son énergie, Dracula doit attraper une victime et la vider de son sang.
Enfin, pour se défendre et voyager plus rapidement, Dracula a la faculté de se transformer en loup-garou et en chauve-souris. Il peut également être touché sous cette forme et la transformation n'est que temporaire.
L'écran de jeu se divise en deux. La partie supérieure représente l'écran de jeu alors que la partie inférieure renseigne sur la santé du héros, la jauge de transformation, le nombre de vies restantes ainsi que les objets collectés qui peuvent être au nombre de huit. Le jeu se pratique au joystick avec un bouton permettant selon l'orientation de frapper, se baisser, franchir une porte, se transformer en loup-garou, en chauve-souris, ramasser un objet et agripper une victime. Un système de mot de passe permet de reprendre l'aventure au dernier niveau visité. Night Hunter compte au moins 26 niveaux.

## Portages
Sorti initialement sur Atari ST, Night Hunter fut converti un an après sur Amstrad CPC, Dos et ZX Spectrum puis deux ans plus tard sur Amiga.
La progression se fait écran par écran sur Atari empêchant d'anticiper les ennemis, il n'est pas rare ainsi de tomber nez à nez avec un villageois hostile en arrivant à un nouvel écran. Sous DOS, un système de sauvegarde remplace les mots de passe. Sur Amstrad CPC, la plupart des lieux extérieurs et imposants ont été supprimés, le jeu ne dispose plus que de dix niveaux et les objets clignotent pour ainsi être mieux identifiés dans le décors. Sur Amiga, un scrolling remplace le défilement standard du jeu.
| Sur DOS         | Alexander Yarmitsky |
| Sur Amstrad CPC | Ali Ibrahim Rachid  |
| Sur ZX Spectrum | Ali Ibrahim Rachid  |
| Sur Amiga       | Nick Fitzsimons     |

| Sur DOS | Christian Morel Bahler |

## Accueil
| Publication                                 | Note |
| FR Joystick (sur Amstrad CPC)               | 82 % |
| FR Amstrad Cent Pour Cent (sur Amstrad CPC) | 80 % |
| FR Gen4 (sur Atari ST)                      | 74 % |
| FR Tilt (sur Atari ST)                      | 70 % |

Le jeu fut bien accueilli aussi bien par la presse spécialisée que par les joueurs. En 1989 le magazine Tilt insistait sur « les transformations et tous les archétypes du fantastique » qui selon lui offrait au jeu « une ambiance particulière ». De même, au sujet du personnage principal, ils soulignaient le fait que « l'on ne joue pas le rôle d'un noble héros qui sauve le monde, mais d'un ignoble vampire assoiffé de sang ». Gen4 parlait « d'expérience originale » que de « se métamorphoser en loup-garou ou en chauve-souris ».
Malgré tout, Gen4 parlait également « d'une progression excessivement difficile » ainsi que « d'ennemis très, voire trop nombreux ».

## Héritage
En 1991, Metal Mutant de Silmarils proposera également la possibilité de se transformer en trois personnages différents pour faire face aux différentes énigmes rencontrées. La même année, Gobliiins de Coktel Vision permettra de renouer avec le concept de trois personnages aux aptitudes différentes instauré pour la première fois en 1987 par la société Lucasfilm Games sur le jeu d'aventure Maniac Mansion.

## À noter
Comme de nombreux jeux Ubi Soft durant la même période, Night Hunter eu le droit à deux jaquettes. La première signée Donald Grant servie exclusivement pour la campagne publicitaire. Elle se présentait sous la forme d'une illustration s'étalant sur deux pages au format A4 avec une vue à la première personne de Dracula sortant de son cercueil. La seconde, qui servit de jaquette officielle, présentait un Dracula plus humoristique que terrifiant. Certaines éditions du jeu sur Atari ST présentait néanmoins la première version de la jaquette.